# Озон (река)
Озон (фр. Auzon) — река в Провансе на юге Франции в департаменте Воклюз, приток реки Сорг бассейна Роны.

## Этимология
Название реки восходит к докельтскому корню «altz», имеющему значения «болото» и «ольха».

## География

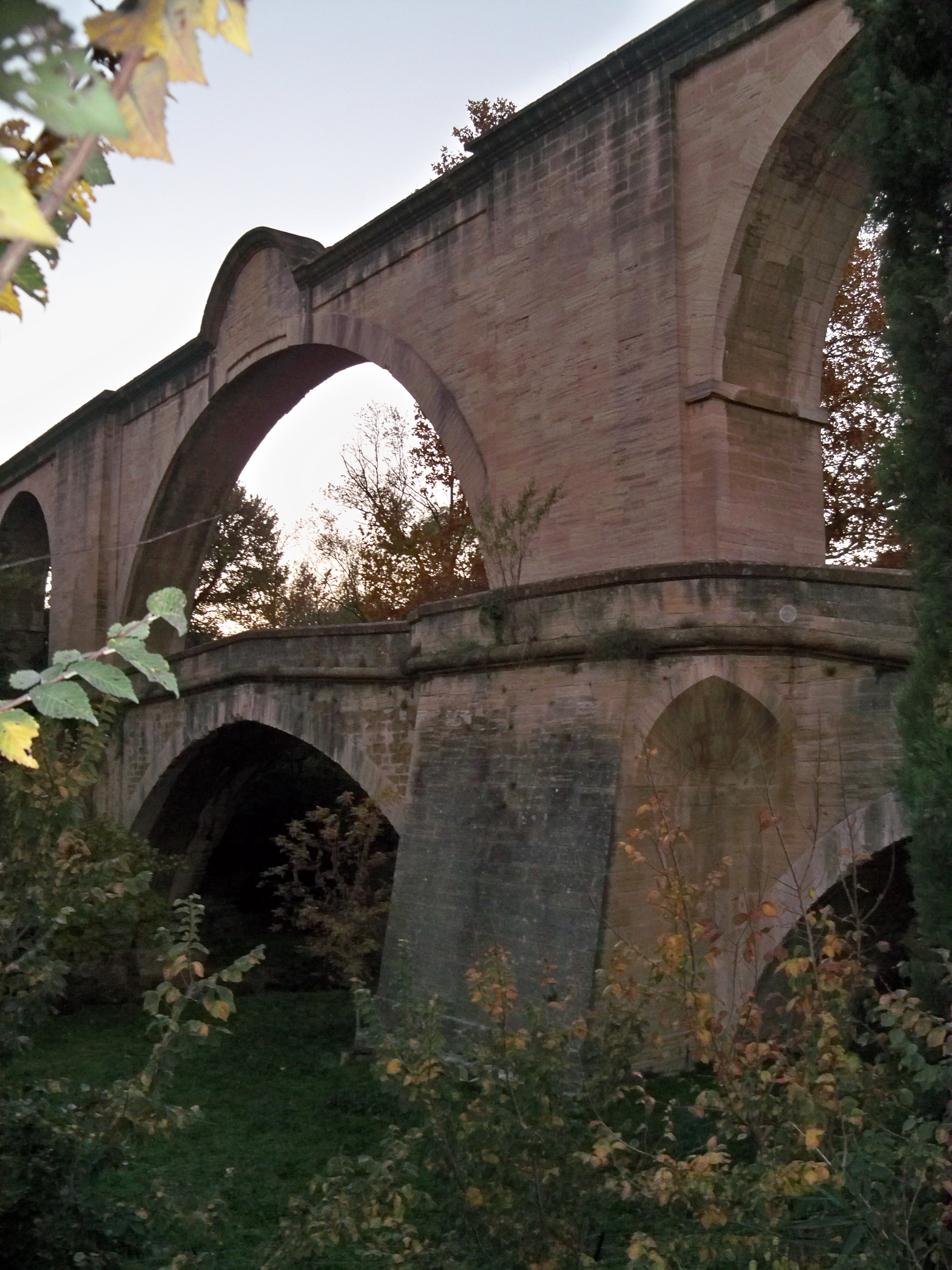
Акведук канала Карпантра над Озоном.

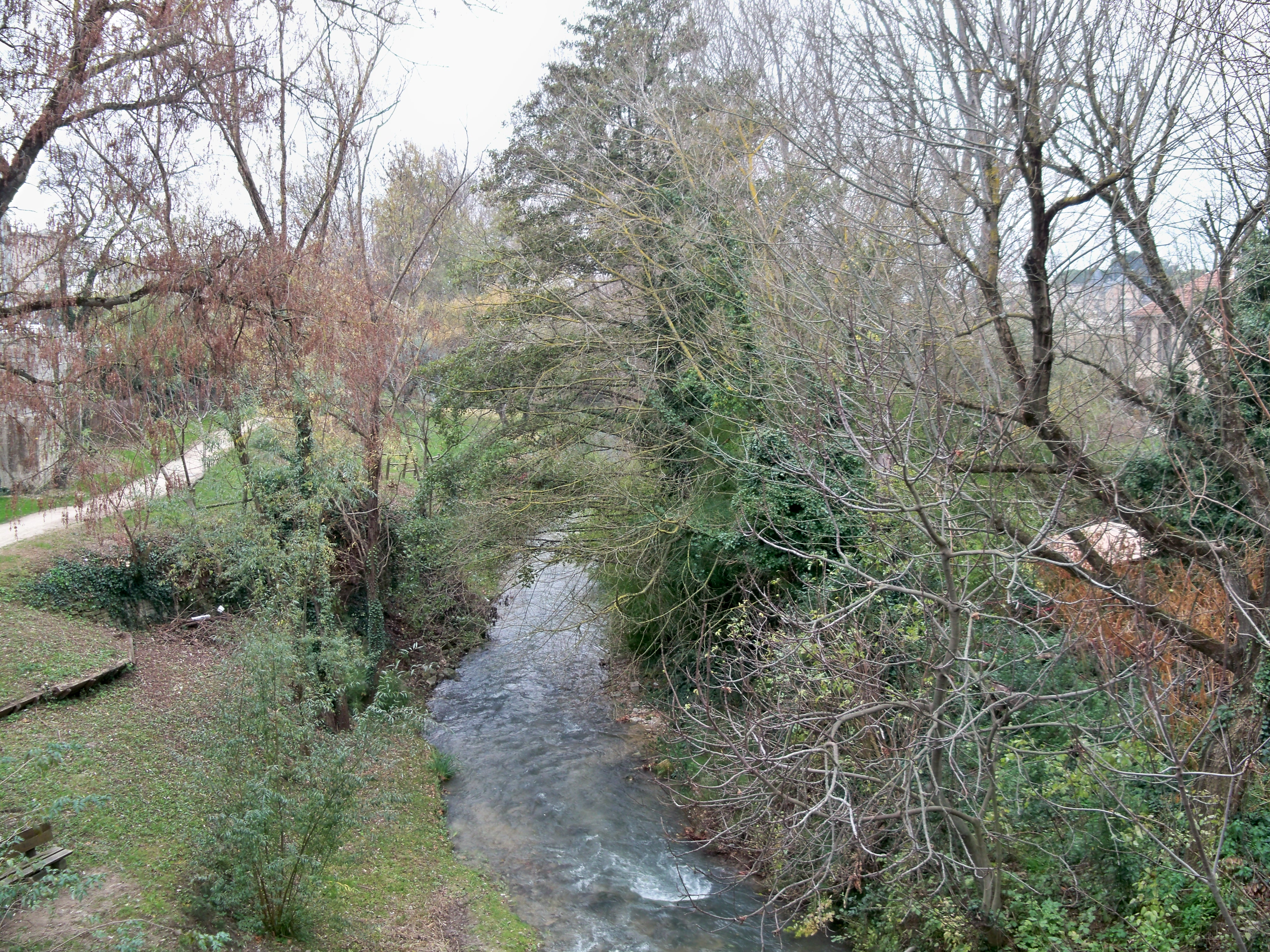
Озон в Карпантра.

Озон берёт начало у коммуны Бловак между коммунами Виль-сюр-Озон и Флассан. Впадает в Сорг в городе Карпантра. Протяжённость реки — 35,3 км.

## Притоки
В Озон впадают следующие притоки:
- Валла-де-Бребонне (1,1 км)
- ручей дез-Арно (3,3 км)
- ручей сен-Лорен (4,5 км)
- ручей сен-Жозеф (1,5 км)
- Мэр-де-Мальпасс (5,5 км)
- ручей де-Брамефан (1,5 км)

## Пересекаемые коммуны
- Антрег-сюр-ла-Сорг
- Бедаррид
- Монтё
- Карпантра
- Виль-сюр-Озон
- Флассан
- Мормуарон
- Мазан